# Chanelle Priceová
Chanelle Priceová (* 22. srpna 1990) je americká atletka, běžkyně na středních tratích.
V březnu 2014 se v Sopotech stala halovou mistryní světa v běhu na 800 metrů. V roce 2009 byla světovou rekordmankou v málo vypisované štafetě na 4 × 1500 metrů časem 17:08,34.

## Osobní rekordy
- 800 m 1:59,10 (2015 Paříž)